# Либерти (Мисури)
Либерти (енгл. Liberty) град је у америчкој савезној држави Мисури.

## Демографија
По попису из 2010. године број становника је 29.149, што је 2.917 (11,1%) становника више него 2000. године.
| Група             | 2000.          | 2010.          |
| Белци             | 24.236 (92,4%) | 25.836 (88,6%) |
| Афроамериканци    | 680 (2,6%)     | 1.038 (3,6%)   |
| Азијати           | 160 (0,6%)     | 285 (1,0%)     |
| Хиспаноамериканци | 703 (2,7%)     | 1.188 (4,1%)   |
| Укупно            | 26.232         | 29.149         |